# Pelusios broadleyi
Pelusios broadleyi is een schildpad uit de familie pelomedusa's (Pelomedusidae).

## Naam en indeling
De wetenschappelijke naam van de soort werd voor het eerst voorgesteld door Roger Bour in 1986. De soortaanduiding broadleyi is een eerbetoon aan de bekende Amerikaanse herpetoloog Donald G. Broadley (1932 - 2016).

## Uiterlijke kenmerken
De schildpad kan een schildlengte bereiken van 15.5 centimeter waarmee het een van de kleinere soorten is uit het geslacht van de Afrikaanse doosschildpadden. Het schild is elliptisch van vorm en heeft een ondiepe lengtegroef in het midden, vooral op het derde en vierde wervelschild, waardoor het schild wat afgeplat lijkt. Het schild is duidelijk breder in het midden. Op de wervelschilden zijn kielen aanwezig die bij juvenielen het duidelijkst zijn maar bij oudere exemplaren verdwijnen. Een nekschild ontbreekt meestal en als er al een voorkomt is deze erg klein. De marginaalschilden zijn afgerond en hebben geen puntig uitsteeksel.
De lichaamskleur is grijs bruin, op het rugschild zijn straalsgewijze vlekjes of strepen aanwezig. Het buikschild heeft een donkerbruine tot zwarte kleur. De plastronformule is als volgt: fem > hum > abd >< intergul > an > pect > gul.
De kop is relatief groot en breed, de frontaalschubben zijn vrij groot. De bovenkaak is voorzien van zwarte strepen en heeft geen haakvormig uiteinde. De kop heeft een bruine kleur, de onderzijde en de nek zijn grijsgeel. Onder de kin zijn twee baarddraden aanwezig. De huid van de poten en staart is grijs tot geelbruin. Mannetjes zijn van vrouwtjes te onderscheiden door een langere en dikkere staart en een iets holler buikschild.

## Verspreiding en habitat
Pelusios broadleyi komt voor in Afrika en is endemisch in Kenia. De schildpad is alleen bekend van de zuidoostelijke kust van het Turkanameer. De habitat bestaat uit grote zoetwatermeren.

## Beschermingsstatus
Door de internationale natuurbeschermingsorganisatie IUCN is de beschermingsstatus 'kwetsbaar' toegewezen (Vulnerable of VU).